# Bildhauersymposium

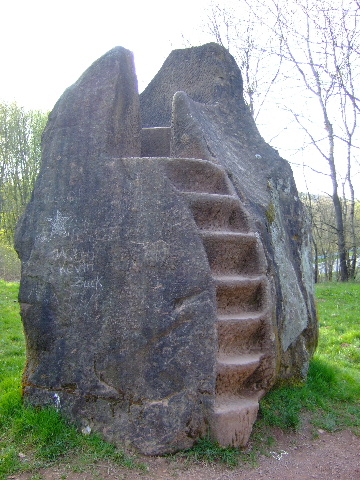
Liebesthron von Leo Kornbrust auf der Straße der Skulpturen bei St. Wendel

Mit Bildhauersymposium (auch Bildhauersymposion) wird eine Veranstaltung bezeichnet, bei der mehrere Bildhauer oder auch andere Schöpfer plastischer Kunstwerke, wie Metallplastiker oder Keramikkünstler zusammenkommen und in einer gemeinsamen Werkstätte oder Werkplatz Skulpturen entwerfen und gestalten. Die Künstler leben und arbeiten gemeinsam, setzen sich mit dem gleichen Material oder dem gleichen Thema auseinander und bilden ein gemeinsames Forum.

## Symposioncharakter
Während die Bildhauer in ihrem schöpferischen Prozess normalerweise allein in ihren Werkstätten ein Kunstwerk entwarfen und arbeiteten, ggf. auch Helfer mit Detailarbeiten beauftragten, gestalten und arbeiten sie in Bildhauersymposien ihr Werk auf einem gemeinsamen Werkplatz – auch teilweise auf dem späteren Aufstellungsort. Mit dieser neuen Form, diesen fast in allen Fällen internationalen Symposien, bestand die Möglichkeit Bildhauer unterschiedlicher Kunstrichtungen, Nationen und Länder zusammenzuführen, zum künstlerischen und menschlichen Austausch, wie auch in späteren Symposien zur gemeinsamen Gestaltung eines Platzes oder eines gemeinsamen Kunstwerks.
Diese neue Form bildhauerischen Arbeitens fand seit ihrem Beginn im Jahre 1959 in vielen weiteren Bildhauersymposien bis heute eine weltweite Verbreitung. Inzwischen wird diese Vielfalt der stattgefundenen Symposien unter dem Begriff „Symposionbewegung“ subsumiert.

## Geschichte
Die Geschichte der Bildhauersymposien ist relativ jung. Das vom österreichischen Künstler Karl Prantl im Jahre 1959 initiierte Symposion Europäischer Bildhauer im Römersteinbruch St. Margarethen wird als Anfangspunkt dieser künstlerischen Arbeitsform betrachtet.
Karl Prantl war es auch, der 1985 die damalige Direktorin Barbara Wally davon überzeugte, die Symposionsidee mit der künstlerischen Lehre zu verknüpfen. Seit 1986 bietet die Internationale Sommerakademie für Bildende Kunst Salzburg, 1953 von Oskar Kokoschka gegründet, eine Steinbildhauerklasse in ihrem Kursprogramm an.
Im Jahre 1961 fand das erste Bildhauersymposion der Bundesrepublik, das Bildhauersymposion Kaisersteinbruch, in Gaubüttelbrunn bei Kirchheim in Unterfranken statt. Die Teilnehmer waren Herbert Baum, Joachim-Fritz Schultze-Bansen, Joseph Henry Lonas, Menashe Kadishman, Jakob Savinšek, Karl Prantl, Janez Lenassi, Erich Reischke, Moshé Schwartz und Yasuo Mizui. Dort erfuhren die Künstler vom Bau der Berliner Mauer und einige von ihnen beschlossen spontan nach Berlin zu fahren. Von Oktober 1961 bis zum Sommer 1962 arbeiteten sie auf dem Reichstagsgelände im so genannten Mauersymposion.
Das Bildhauersymposion Forma Viva im heutigen Slowenien in Portorož auf der Halbinsel Seča und in Kostanjevica na Krki fand ebenso im Jahre 1961 statt, das wesentlich von den Bildhauern Jakob Savinšek und Janez Lenassi initiiert war.
Das Bildhauersymposion Krastal im Krastal in Kärnten, Österreich, fand im Jahre 1967 erstmals statt und wurde bis zum heutigen Tage (2010) jedes Jahr ohne Unterbrechung durchgeführt, was bis jetzt keinem anderen Veranstalter gelang. Ferner fand im Juli 2009 erstmals ein Bildhauerinnensymposion Krastal statt, an dem sieben internationale Teilnehmerinnen Skulpturen schufen.
Das erste internationale Bildhauersymposion der DDR war das Hoyerswerdaer Bildhauersymposion, das im Sommer 1975 von Künstlern aus der DDR und osteuropäischen Staaten veranstaltet wurde. Das Treffen fand unter dem Titel „Friede, Glück und Freundschaft“ in Hoyerswerda statt.
Seit etwa 1980 hat die Zahl der Symposien stark zugenommen, häufig werden sie unter ein gemeinsames Thema gestellt oder es wird ein gemeinsamer Ort gewählt, an dem die Skulpturen aufgestellt werden. Zahlreiche Symposien finden in Zusammenhang mit der Anlage von Skulpturenwegen statt.
Eine neue und besondere Form der künstlerischen Auseinandersetzung in einem Bildhauersymposion wurde im Jahre 2003 durch das Obernkirchener Bildhauersymposion gewählt, wobei das seit Jahren stattfindende Bildhauersymposion durch ein interaktives Bildhauersymposion ergänzt wurde; hierbei entwickelt ein Bildhauer im Ausland einen Entwurf im Internet, der von einem anderen Künstler vor Ort in Kooperation in Naturstein erarbeitet wird. Dabei planen und zeichnen Künstler ein Bildwerk im Ausland und stellen es ins Internet ein, worauf ein ausführender Bildhauer die Zeichnung vor Ort in Naturstein umsetzt. Die Künstler verständigen sich über das digitale Medium. Die Entwicklung und das Ergebnis des Kunstwerks wird weltweit publiziert und vor Ort diskutiert.
Karl Prantl, einer der „Väter“ der Symposiumsbewegung, schrieb um 1959: „An uns Bildhauer selber gedacht, ist es so, dass wir durch die Erfahrungen von St. Margarethen, durch dieses Hinausgehen in den Freiraum – in den Steinbruch, auf die Wiesen – wieder frei wurden. Um dieses Freiwerden oder Freidenken in einem ganz weiten Sinn ging es. Für uns Bildhauer ist der Stein das Mittel, um zu diesem Freidenken zu kommen – zum Freiwerden von vielen Zwängen, Engen und Tabus.“

## Bildhauersymposien (Auswahl)
Seit dem ersten Bildhauersymposion in St. Margarethen im Burgenland entwickelte sich eine so genannte „Symposionbewegung“, die Symposien mit Bildhauern aus unterschiedlichen Ländern bis zum heutigen Tage (2021) veranstaltet.
Australien
- Bildhauersymposion Barossa, Barossa Valley, South Australia, 1988 und 2008.

Deutschland
- Bildhauersymposion Kaisersteinbruch bei Gaubüttelbrunn in Unterfranken, 1961.
- Symposion europäischer Bildhauer 1961–1963, Berlin, das so genannte Mauersymposion, 1961–1963.
- Bildhauersymposion Oggelshausen, Oggelshausen in Baden-Württemberg, 1969/1970 und 2000.
- Symposion Urbanum, Nürnberg, 1971.
- Straße der Skulpturen, St. Wendel im Saarland, seit 1971.
- 1. Bochumer Bildhauersymposium, 1979/80.
- Obernkirchener Bildhauersymposion, Obernkirchen in Niedersachsen, seit 1988.
- Internationales Bildhauersymposium „Kunst in Stein“ in Wunsiedel, seit 1994.
- Steine am Fluss in Konz und Oberbillig, 1999 und 2001.
- Bildhauersymposium in Empfertshausen und Kaltennordheim, jährlich sein 1999[5]
- Steine ohne Grenzen, Berlin-Buch und Bernau, seit 2001.
- Internationales Bildhauersymposium Moritzburg, Moritzburg, Schloss Moritzburg, seit 2002[6]
- Europäische Skulpturen Triennale, Neustadt in Holstein, seit 2012.[7]
- Bildhauersymposium Mutterstadt[8]

Deutsche Demokratische Republik (lückenhafte Informationen)
- Berlin-Buch, Internationales Berliner Bildhauersymposium im Schlosspark Berlin Buch, ab 1984[9]
- Binz, 1. Bildhauer-Pleinair der Ostseeländer „Mensch und Meer“, 1985[10]
- Gernewitz, Symposium des Verbands Bildender Künstler der DDR des Bezirks Gera, 1983
- Hoyerswerda, Erstes Hoyerswerdaer Bildhauersymposium, 1975[11]
- Oberdorla, Bildhauer-Pleinair Oberdorla, sicher belegt 1978, 1979, 1980, 1981 und 1983
- Reinhardtsdorf, Steinbruch, Steinbildhauersymposium Berliner Bildhauer; ab 1974[12]
- Rottwerndorf, Steinbruch im Lohmgrund, Steinbildhauersymposium des Verbands Bildender Künstler der DDR[12]
- Ummendorf, Steinbildhauersymposium des Bezirksverbands Magdeburg des Verbands Bildender Künstler der DDR, 1975 bis 1985

Österreich
- Bildhauersymposion St. Margarethen, St. Margarethen im Burgenland, seit 1959.
- Bildhauersymposion Lindabrunn, Enzesfeld-Lindabrunn, Niederösterreich, 1967 bis 1997.
- Bildhauersymposion Krastal, Kärnten, seit 1967.
- Bildhauersymposium Adnet (bei Salzburg), 1990 bis 1995.
- Europa-Symposium Kaisersteinbruch, Kaisersteinbruch, Burgenland, 1998 bis 2007.

Slowakei
- Bildhauersymposion Vyšné Ružbachy, Vyšné Ružbachy, seit 1964.

Slowenien
- Bildhauersymposion Forma Viva bei Portorož auf der Halbinsel Seča und in Kostanjevica na Krki, seit 1961.

Tschechien
- Metallbildhauer-Symposium Hefaiston auf Burg Helfštýn, nahe Přerov, seit 1981.
- Bildhauersymposion Hořice bei Hořice, seit 1966.
- Granitsymposion in Milevsko, 1992 bis 1996

Ungarn
- Bildhauersymposion Villány, Villány, seit 1968.

Über Ländergrenzen hinweg
- Straße des Frieden von Paris bis Moskau, seit 1971.